# David Heilbroner
David Heilbroner (20 de agosto de 1957) é um cineasta estadunidense. Foi indicado ao Oscar de melhor documentário de curta-metragem na edição de 2018 pelo trabalho na obra Traffic Stop, ao lado da esposa Kate Davis.

## Filmografia
- 2017: Traffic Stop
- 2014: The Newburgh Sting
- 2013: The Cheshire Murders
- 2011: American Experience
- 2010: Stonewall Uprising
- 2009: Waiting for Armageddon
- 2006: Plastic Disasters
- 2006: Ten Days That Unexpectedly Changed America'
- 2005: Pucker Up
- 2004: Jockey
- 2000: American Babylon